# Artyom Yegorov (cầu thủ bóng đá, sinh 1997)
Artyom Igorevich Yegorov (tiếng Nga: Артём Игоревич Егоров; sinh ngày 28 tháng 11 năm 1997) là một cầu thủ bóng đá người Nga thi đấu cho FC Luki-Energiya Velikiye Luki.

## Sự nghiệp câu lạc bộ
Anh có màn ra mắt tại Giải bóng đá chuyên nghiệp quốc gia Nga cho FC Luki-Energiya Velikiye Luki vào ngày 19 tháng 7 năm 2017 trong trận đấu với FSK Dolgoprudny.